# Thomas Heurtaux
Thomas Heurtaux (ur. 3 lipca 1988 w Lisieux) – francuski piłkarz grający na pozycji obrońcy. Zawodnik klubu US Salernitana 1919.